# L'ospite (Stephenie Meyer)
L'ospite (The Host) è un romanzo di fantascienza del 2008 della scrittrice statunitense Stephenie Meyer.
Il romanzo negli Stati Uniti è stato per 26 settimane in testa alla classifica dei libri più venduti secondo il New York Times e il Los Angeles Times.
È stato pubblicato per la prima volta in Italia nel 2008.
Dal romanzo è stato tratto il film The Host nel 2013.

## Trama
In un futuro non troppo lontano, la Terra viene silenziosamente invasa da esseri chiamati "Anime": esse vivono spostandosi nell'universo, per portare la pace nelle esistenze degli abitanti dei vari pianeti. Per riuscire nel loro intento, si inseriscono nel cervello di un essere senziente e ne prendono possesso, assorbendone i ricordi e diventando tutt'uno con esso. Viandante è una di queste Anime: prima di giungere sulla terra ha vissuto su altri otto pianeti, ma mai per più di una vita. Il corpo che la ospita è quello di Melanie, una dei ribelli catturata in extremis durante un agguato. Alcuni esseri umani si sono resi conto della silenziosa invasione delle Anime e si nascondono ai margini della società, cercando un modo per liberarsi degli invasori e allo stesso tempo di non finire in mano loro.
Viandante si accorge subito che la coscienza di Melanie è ancora viva dentro di sé: condivide con lei non solo i ricordi, ma anche le sensazioni, le preoccupazioni, gli affetti e i pensieri. Di questo viene a conoscenza la Cercatrice, un'anima che ha il compito di trovare gli esseri umani ancora liberi: vorrebbe sfruttare i ricordi di Melanie per stanare i ribelli che stava cercando di proteggere. La coscienza della ragazza, però, è molto forte ed è riuscita ad alzare una sorta di muro tra sé e l'Anima della Viandante, impedendole di accedere ai suoi ricordi più recenti. La Cercatrice inizia una tattica di logoramento nei confronti di Viandante per carpirle il nascondiglio del fratello Jamie e del fidanzato Jared.
Viandante decide di recarsi dal suo Guaritore per trovare una soluzione alla presenza ancora viva di Melanie dentro di sé: durante il viaggio, raggiunge un piccolo paesino del deserto, che le provoca un'ondata di ricordi. Da piccola, Melanie andava a trovare lo zio Jeb, maniaco delle teorie del complotto: le raccontava di aver costruito un rifugio che avrebbe messo al sicuro la sua famiglia in caso di una guerra. Per trovare questo nascondiglio, aveva lasciato degli indizi: strani segni che sembravano indicare percorsi da seguire. Nel deserto, Viandante si rende conto che quei segni erano invece il profilo di particolari montagne: così, la determinata Melanie la convince ad andare in cerca di Jamie e Jared, che conoscevano gli stessi segni.
Dopo tre giorni nel deserto, ormai allo stremo, Viandante viene trovata dallo zio Jeb e portata nel suo rifugio: si tratta di un'immensa grotta sotterranea, nei pressi di una sorgente di acqua calda, dove hanno trovato accoglienza più di venti esseri umani. Viandante è accolta con sospetto e più d'uno vorrebbe ucciderla, credendola un pericolo per la comunità. Jeb riesce invece a farla accettare pian piano dagli amici: l'ultimo a cedere è Kyle dopo che anche l'amico Jared la accetta (che vede la Viandante come colei che ha preso il posto della ragazza che amava).
Viandante, chiamata ora Wanda, è ancora vista come un pericolo, nonostante faccia il possibile per integrarsi con la sua nuova famiglia. Un evento tragico sblocca la situazione: Jamie, ferito in modo lieve, rischia la setticemia perché non ci sono antibiotici per curarlo. Wanda propone di recarsi alla città più vicina per rubare le medicine delle Anime, molto più forti di quelle tradizionali. Jared, di nascosto dalla comunità, porta Wanda in missione: la natura semplice e fiduciosa delle Anime non permette che nascano sospetti verso l'escursionista ferita, in realtà Wanda stessa. Nel giro di poche ore, Jamie è salvo e la comunità inizia a fidarsi davvero della nuova arrivata. Grazie a Wanda, le provviste iniziano ad essere abbondanti e le missioni nel mondo esterno più sicure.
Wanda/Melanie è combattuta: Jared è ancora innamorato della ragazza, mentre Ian impara a conoscere Viandante e se ne affeziona, ricambiato. Wanda prende la decisione di abbandonare definitivamente il corpo di Melanie e permetterle di vivere la sua vita. L'arrivo della Cercatrice le dà l'occasione per insegnare a Doc, il dottore del gruppo, ad estrarre un'anima dal corpo che la ospita senza danneggiare né l'una né l'altro. In cambio, gli chiede di non essere ibernata, ma di essere seppellita accanto all'amico Walter (mancato poco tempo prima) e Wes (ucciso dalla Cercatrice) perché si è affezionata tanto al mondo degli umani da non volerlo più abbandonare, nemmeno dopo la morte definitiva.
Jared intuisce le intenzioni di Wanda e costringe Doc a ibernare Viandante, in attesa di un nuovo corpo che possa riportare in vita la ragazza-anima tanto importante per lui.
Dopo settimane di ibernazione Viandante si risveglia nel corpo di una ragazza molto giovane, un corpo senza autocoscienza di sé perché è stato per troppo tempo controllato da un'Anima, dunque ospite perfetto per lei, che può ora restare con le persone che ama, sul pianeta che sente suo e con la sua più cara amica Mel, ora tornata finalmente insieme al suo grande amore, Jared. Alla fine del libro la "piccola" comunità di Jeb scopre un altro gruppo di umani che gli dicono di non essere i soli, che ci sono altri insediamenti umani nascosti e che anche loro hanno un'Anima in un corpo umano che li aiuta proprio come Wanda.

## Versione cinematografica
La Chockstone Pictures, che ha acquistato i diritti per la trasposizione cinematografica del romanzo, ha prodotto il film The Host, dove Melanie Stryder è interpretata da Saoirse Ronan.

## Edizioni
- Stephenie Meyer, L'ospite, traduzione di Luca Fusari, 1 ed., collana 24/7, Rizzoli, 2008,  pp. 569, cap. 60, ISBN 978-88-17-02049-7.
- Stephenie Meyer, The host.L'ospite, traduzione di Luca Fusari, 1 ed., collana Vintage, Rizzoli, 2013,  pp. 595, cap. 62, ISBN 978-88-17-06518-4.